# Helianthus pauciflorus
Helianthus pauciflorus è una pianta con un'infiorescenza a capolino ed appartiene alla famiglia delle Asteraceae.

## Descrizione
La pianta ha le foglie verdi e un capolino giallo. Il frutto è un achenio dal quale a maturazione fuoriescono i semi di colore marrone.

## Tassonomia
Esiste solo una sottospecie:
- Helianthus pauciflorus subrhomboideus (Rydb.) O.Spring & EESchill.

## Galleria d'immagini

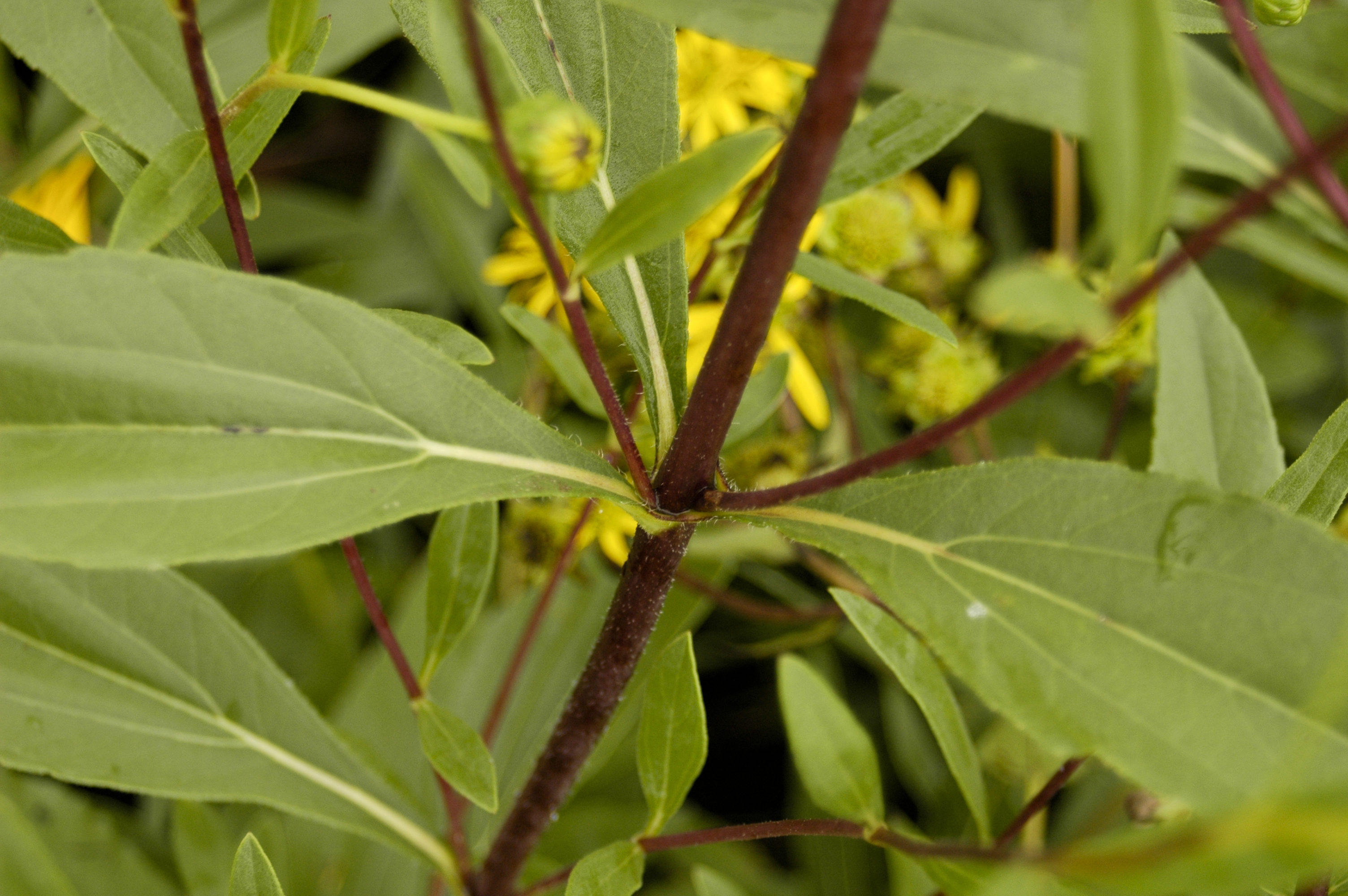
Le foglie
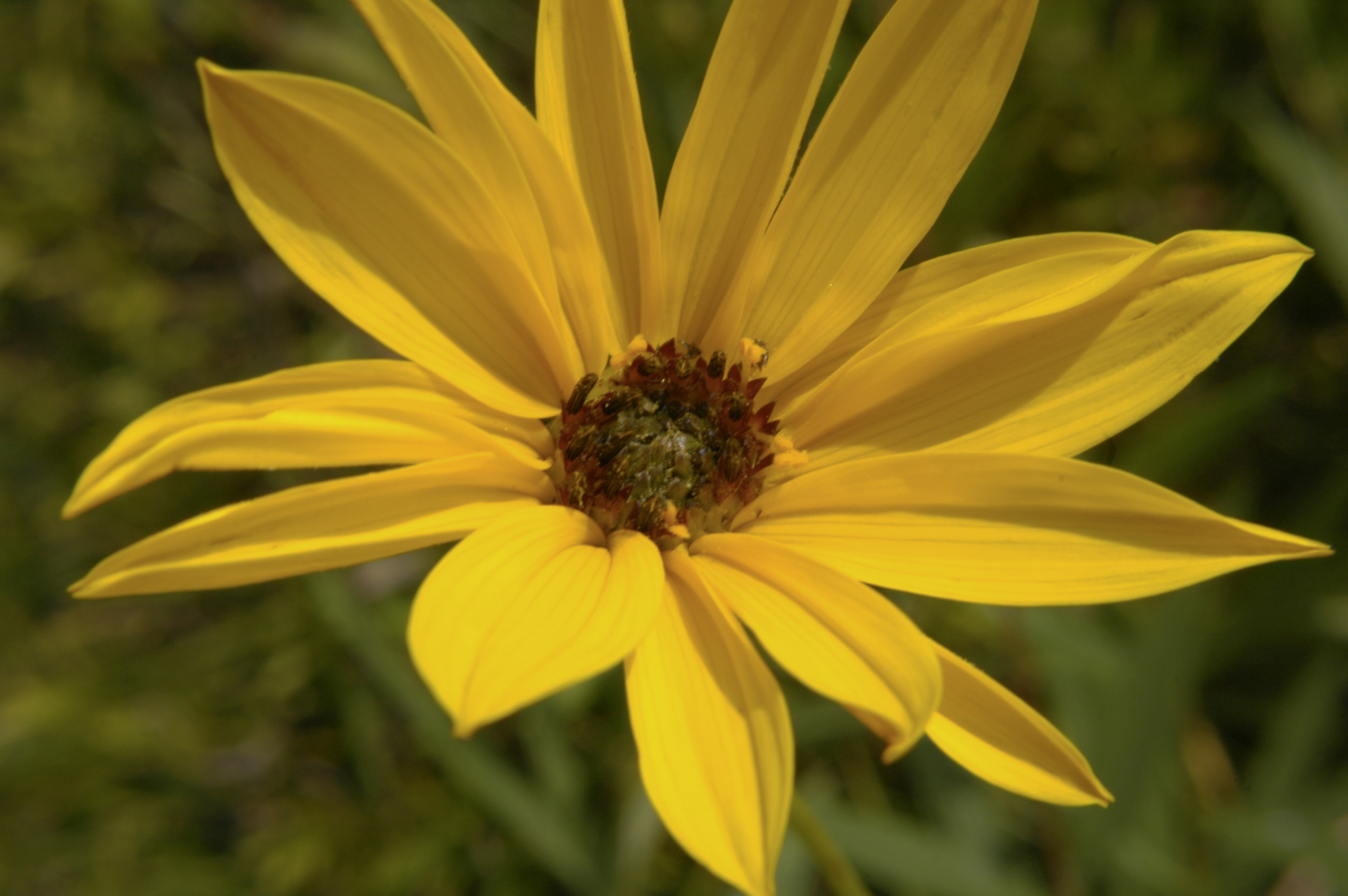
I fiori
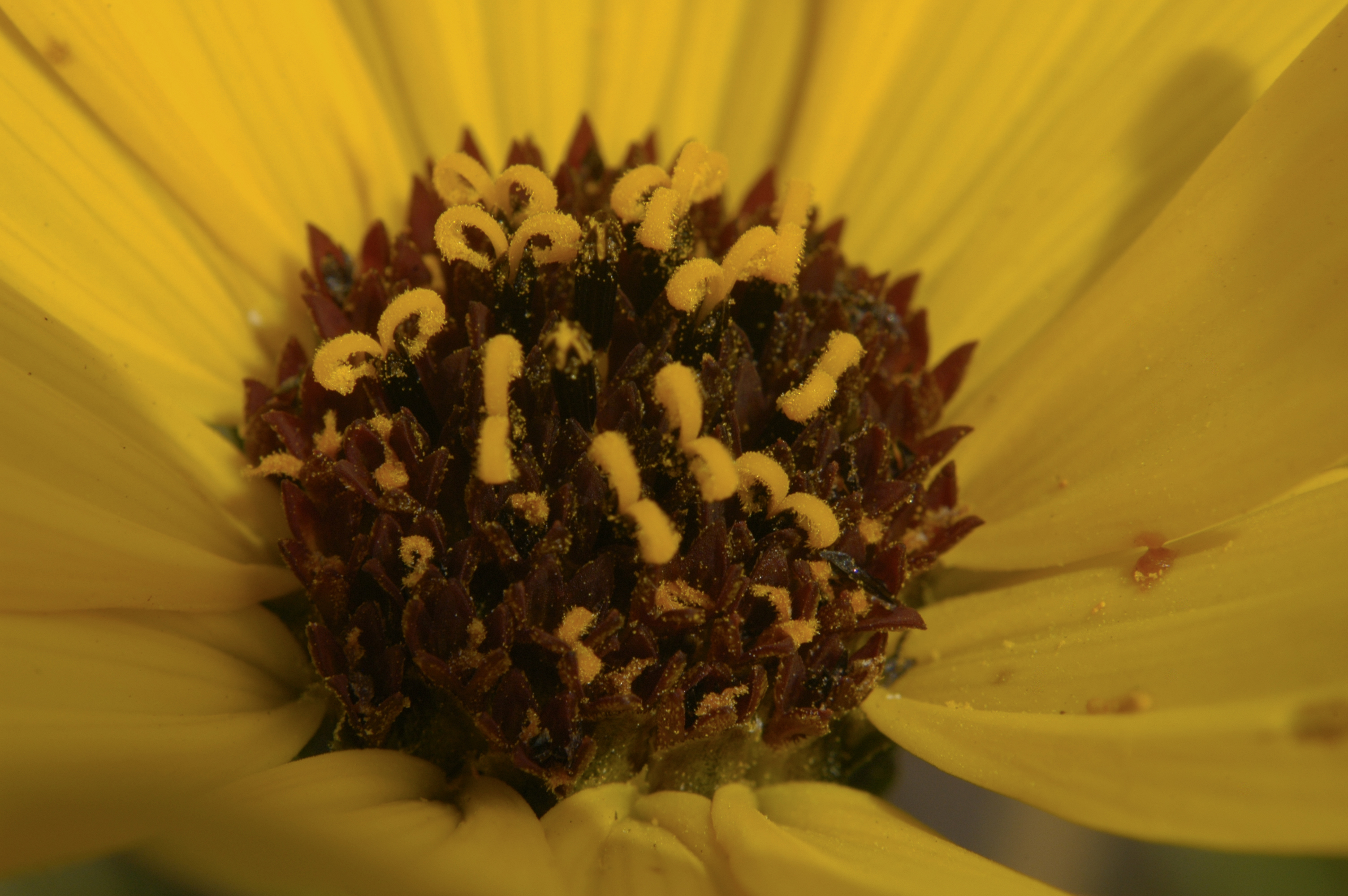
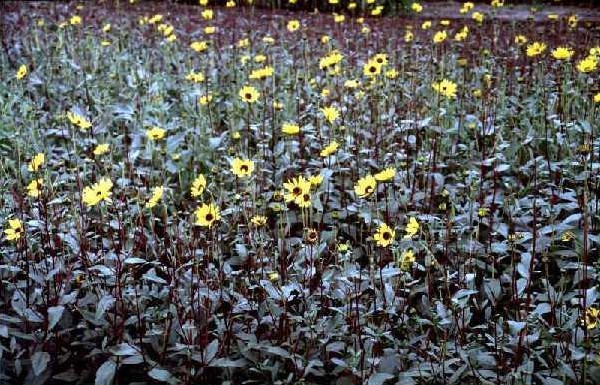
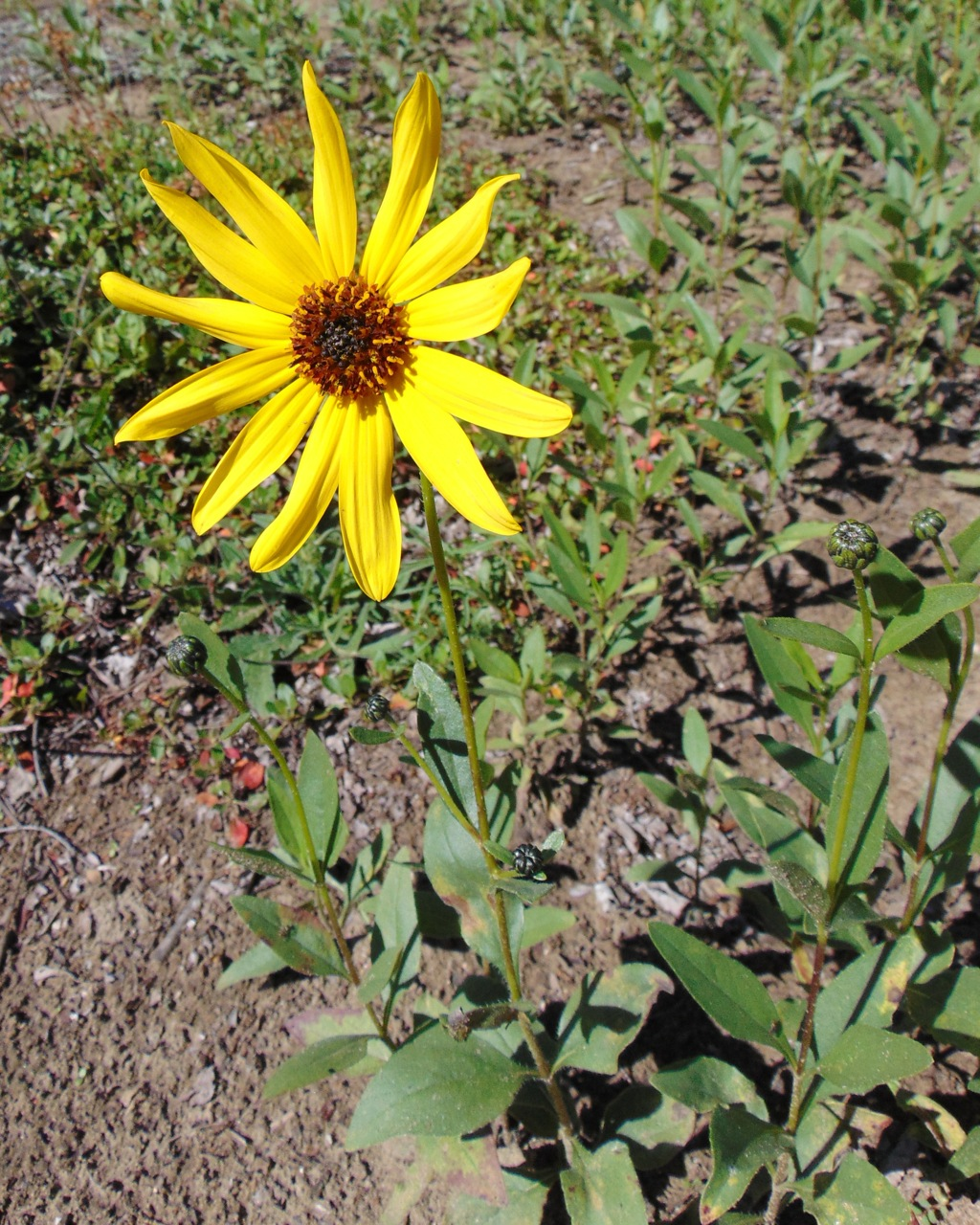
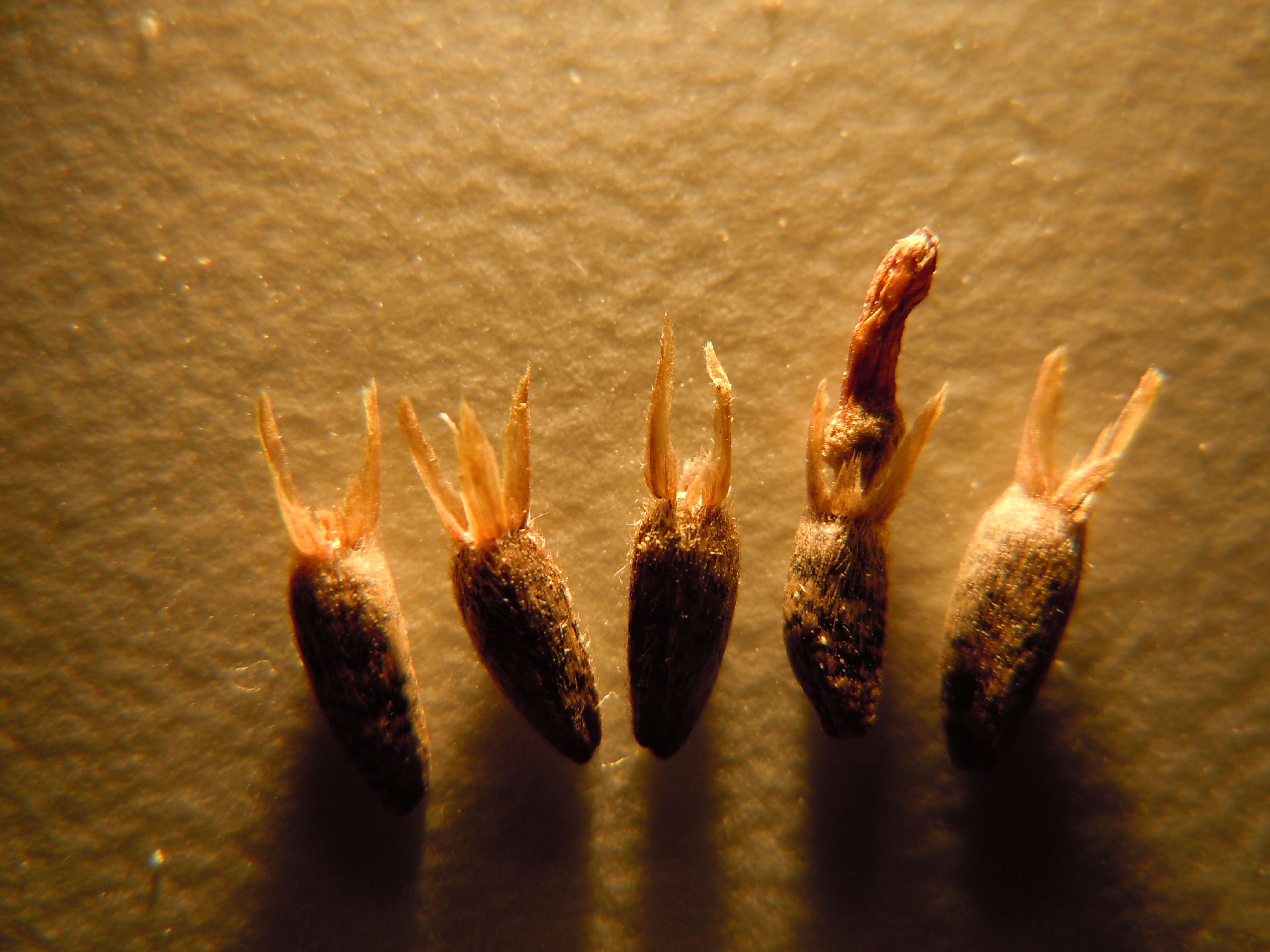
I semi